# Бакалар (муниципалитет)
Бакала́р (исп. Bacalar) — муниципалитет в Мексике, штат Кинтана-Роо, с административным центром в одноимённом городе. Численность населения, по данным переписи 2020 года, составила 41 754 человека.

## Общие сведения
Название Bacalar с юкатекского языка можно перевести как — окружённый, обросший тростником.
Площадь муниципалитета равна 6058,5 км², что составляет 13,6 % от площади штата, а наиболее высоко расположенное поселение Исидро-Фабела, находится на высоте 110 метров.
Он граничит с другими муниципалитетами штата Кинтана-Роо: на севере с Хосе-Мария-Морелосом и Фелипе-Каррильо-Пуэрто, на юге с Отон-Бланко, а на западе граничит с другим штатом Мексики — Кампече, и на востоке берега муниципалитета омываются водами Карибского моря.

## Учреждение и состав
Муниципалитет был образован 2 февраля 2011 года, отделив часть территории от муниципалитета Отон-Бланко.
По данным 2020 года в его состав входит 201 населённый пункт, самые крупные из которых:
| Код INEGI                  | Населённый пункт                                                                 | Численность населения (2005 год) | Численность населения (2010 год) | Численность населения (2020 год) |
| -------------------------- | -------------------------------------------------------------------------------- | -------------------------------- | -------------------------------- | -------------------------------- |
| 010                        | Всего                                                                            | —                                | —                                | 41754                            |
| 0001                       | Бакалар (исп. Bacalar) 18°40′34″ с. ш. 88°23′22″ з. д. (административный центр)  | 9833                             | 11043                            | 12527                            |
| 0177                       | Лимонес (исп. Limones) 19°01′28″ с. ш. 88°06′34″ з. д.                           | 1961                             | 2535                             | 2739                             |
| 0205                       | Майя-Балам (исп. Maya Balam) 18°56′17″ с. ш. 88°24′00″ з. д.                     | 2029                             | 2018                             | 2657                             |
| 0188                       | Лос-Диворсьядос (исп. Los Divorciados) 19°04′36″ с. ш. 88°27′23″ з. д.           | 1108                             | 1118                             | 1249                             |
| 0271                       | Реформа (исп. Reforma) 18°48′48″ с. ш. 88°34′20″ з. д.                           | 806                              | 992                              | 1213                             |
| 0279                       | Саламанка (исп. Salamanca) 18°40′27″ с. ш. 88°28′22″ з. д.                       | —                                | 967                              | 1175                             |
| 0122                       | Кучуматан (исп. Kuchumatán) 18°57′55″ с. ш. 88°24′20″ з. д.                      | 913                              | 1019                             | 1154                             |
| 0200                       | Мануэль-Авила-Камачо (исп. Manuel Ávila Camacho) 19°02′30″ с. ш. 88°25′12″ з. д. | 668                              | 716                              | 1107                             |
| —                          | Прочие                                                                           | —                                | —                                | 17933                            |
| Названия на карте Генштаба |                                                                                  |                                  |                                  |                                  |

## Инфраструктура
По статистическим данным 2020 года, инфраструктура развита следующим образом:
- электрификация: 96,6 %;
- водоснабжение: 49,8 %;
- водоотведение: 92,6 %.

## Туризм
В муниципалитете находится несколько мест, интересных для туризма. Среди них можно выделить следующие:
- Форт Сан-Фелипе-де-Бакалар[исп.] — крепость, построенная в колониальное время.
- Лагуна Бакалар[исп.] — привлекает своим разнообразием вод, наличием спа-курортов и экскурсиями на лодках.
- Несколько археологических зон цивилизации майя.

## Фотографии

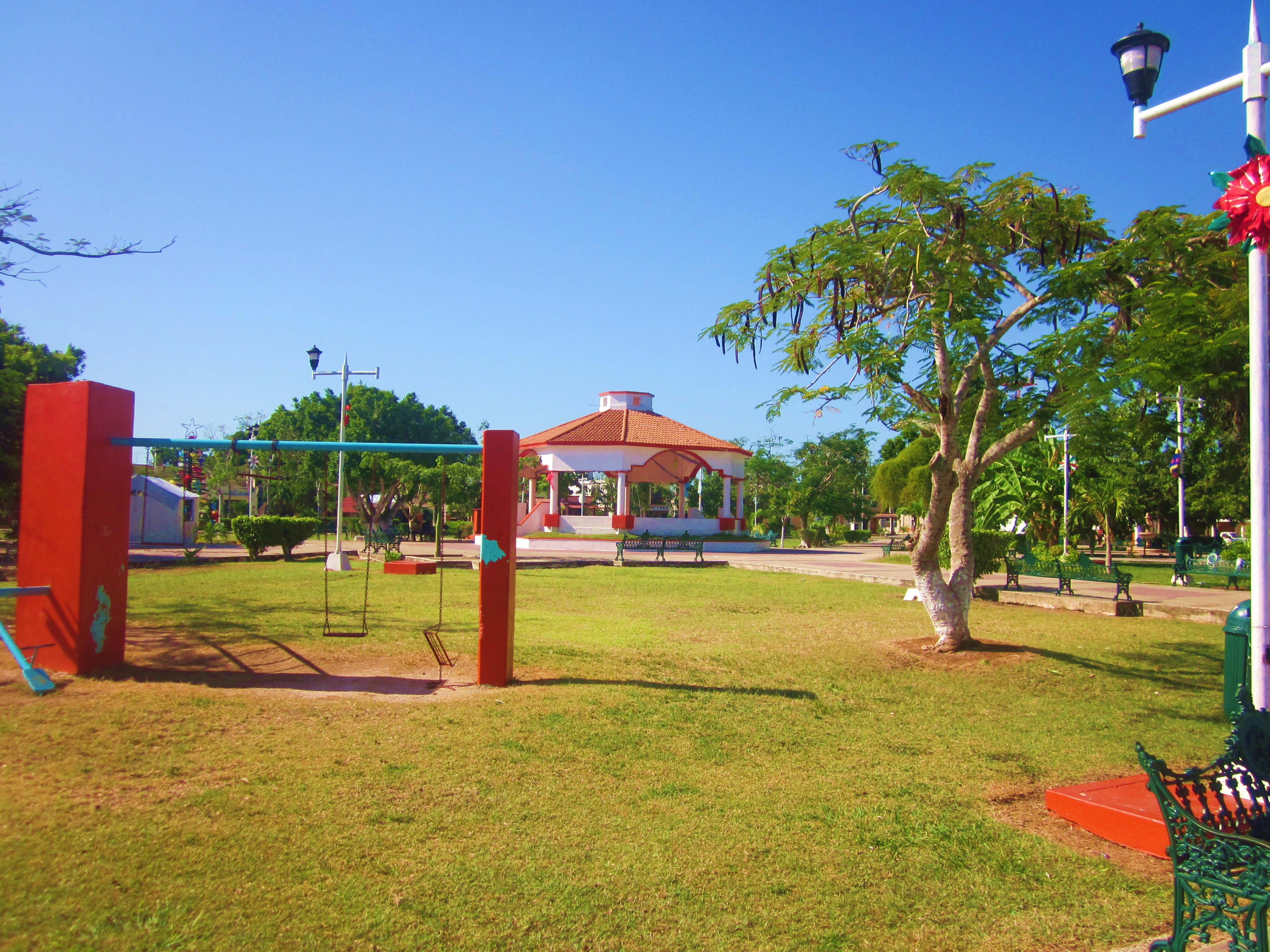
Центральный парк Бакалара
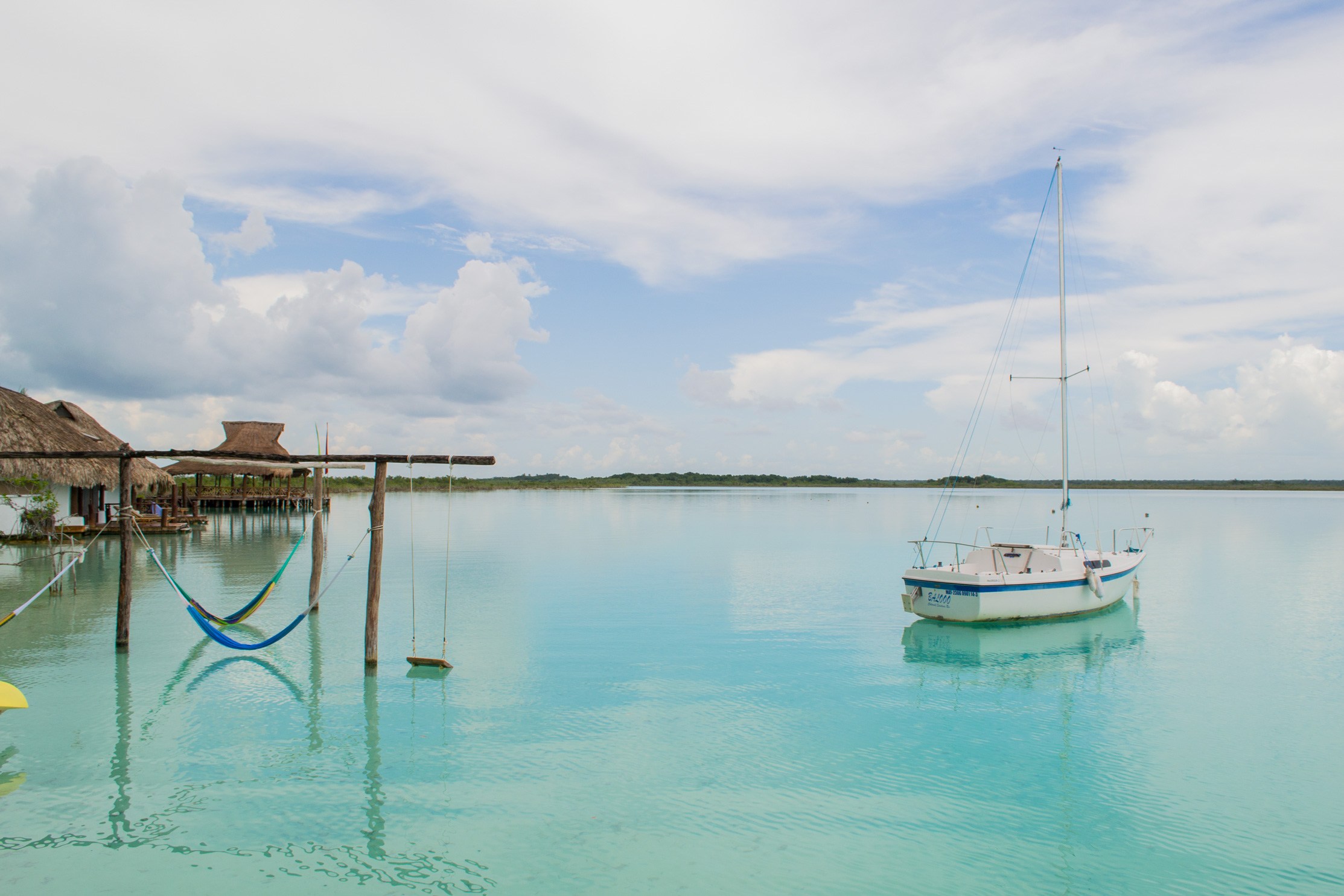
Лагуна Бакалар
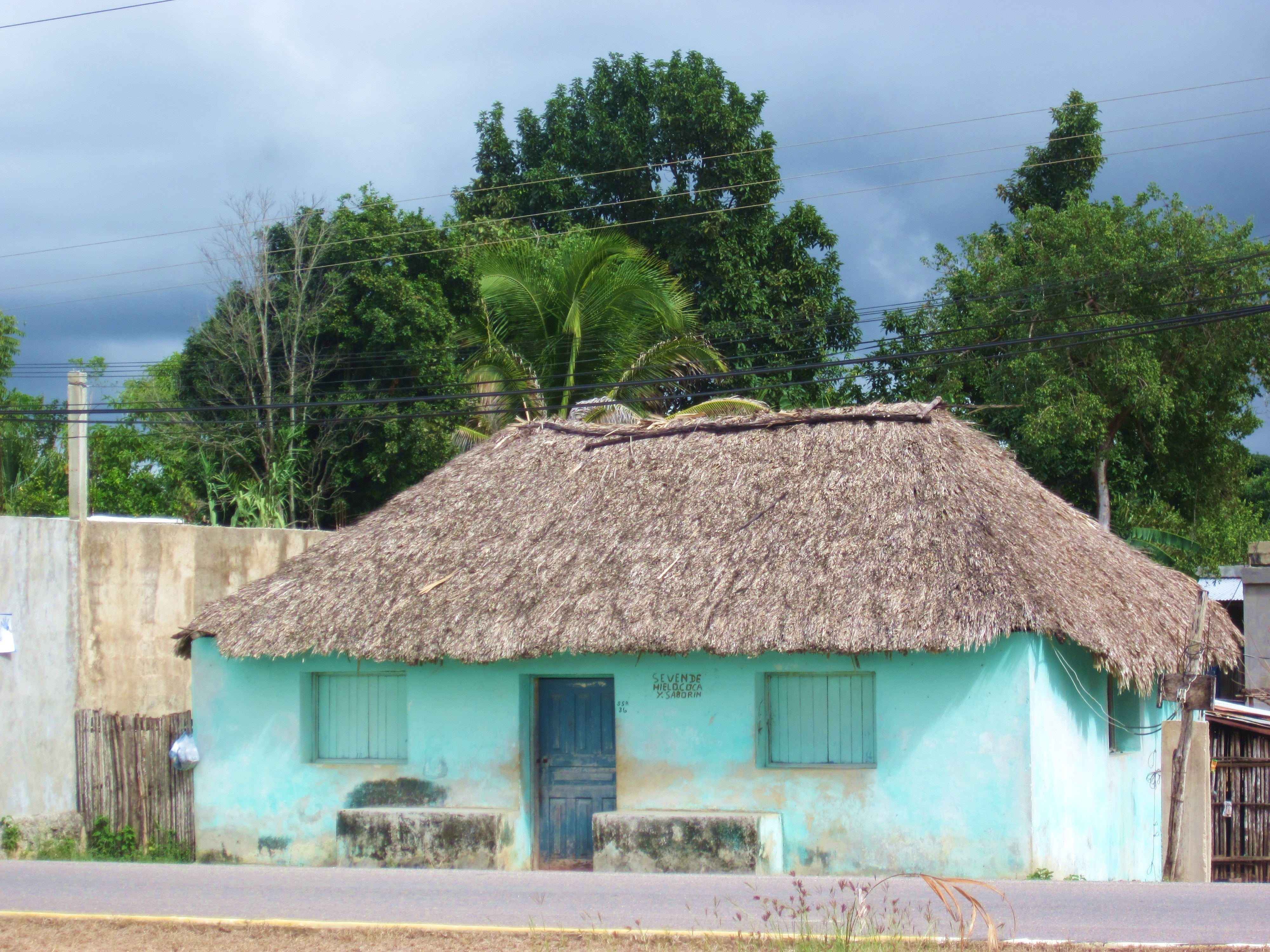
Лимонес
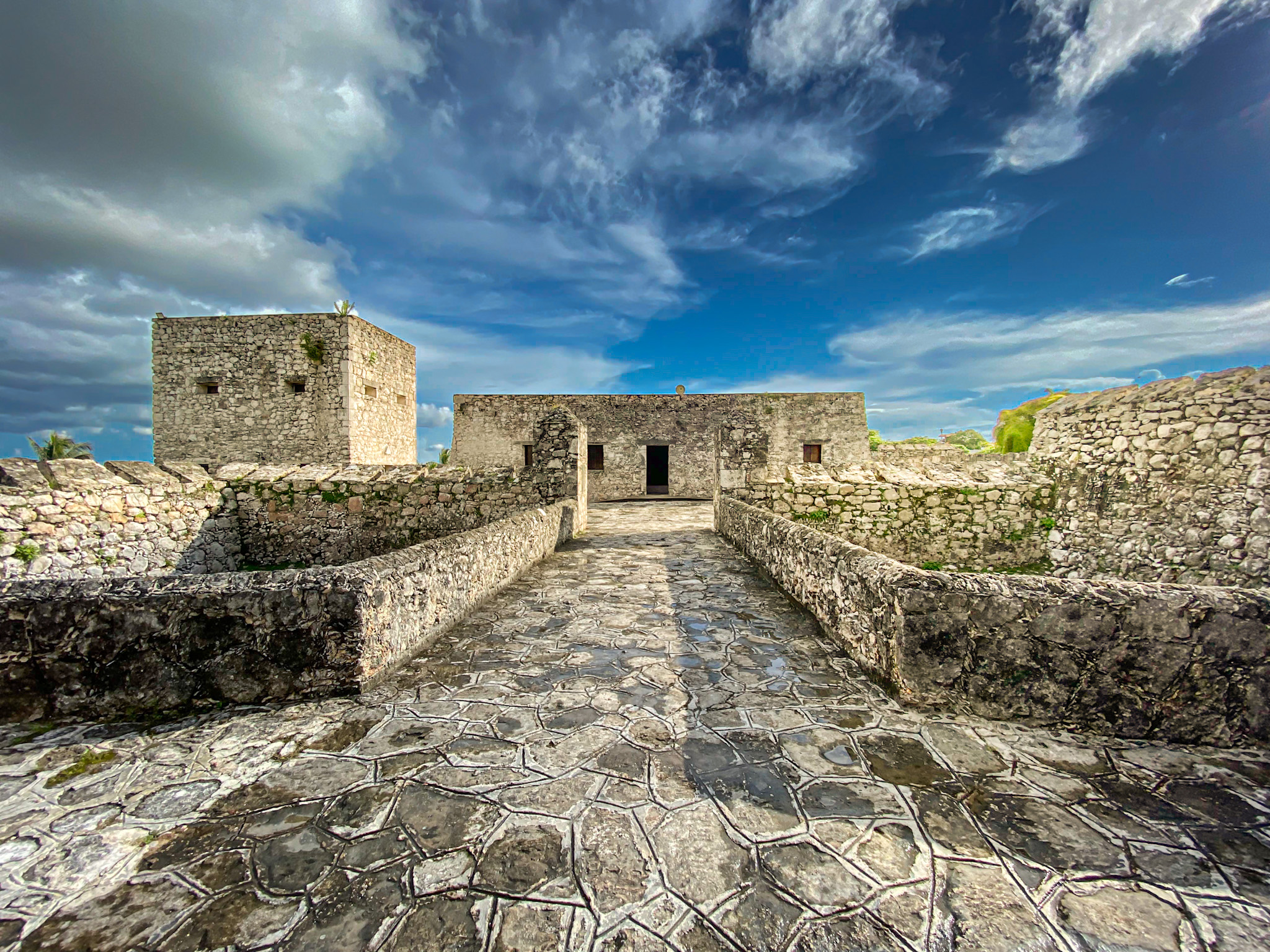
Форт Сан-Фелипе